# Nucinella surugana
Nucinella surugana is een tweekleppigensoort uit de familie van de Manzanellidae. De wetenschappelijke naam van de soort is voor het eerst geldig gepubliceerd in 1982 door Matsukuma, Okutani & Tsuchi.